# Armonía pitagórica
El concepto pitagórico de armonía se refleja en campos muy diversos:
- En cosmología, el universo es visto como un todo ordenado.
- En el ser humano, la búsqueda da la armonía se manifiesta en la tarea de purificación del alma como medio para alcanzar una vida más ordenada y mejor.
- Entre el macrocosmos universal y el microcosmos individual se encuentra el mesocosmos social, que correspondería a la polis, al que también se procura una existencia armónica. A raíz de esto se concluye el interés de los pitagóricos por la vida política.